# Jabloňov
Jabloňov (in tedesco Jablonau) è un comune ceco situato nel distretto di Žďár nad Sázavou, nella regione di Vysočina.